# 上新乡
上新乡，是中华人民共和国四川省绵阳市三台县曾经下辖的一个乡。2019年12月，撤销上新乡，将其所属行政区域划归西平镇管辖。

## 行政区划
上新乡撤销前下辖以下地区：
场镇社区、胡家沟村、响石板村、新河堰村、麻石桥村、四方碑村、仁和寨村、高运柏村、石笋村和磨口村。